# Vampire Princess Miyu
Vampire Princess Miyu (jap. 吸血姫美夕 Vanpaia Miyu) – manga napisana przez Toshiki Hirano i ilustrowana przez Narumi Kakinouchi. Na podstawie mangi powstała seria OVA oraz 26-odcinkowy serial anime.
W Polsce manga została wydana nakładem wydawnictwa Japonica Polonica Fantastica, natomiast serial anime emitowany był na kanale Hyper od 5 kwietnia 2003 roku. OVA została wydana w 1999 roku na VHS przez Manta, w wersji anglojęzycznej na licencji Manga Entertainment. 

## Fabuła
Anime opowiada o wampirzycy Miyu, która została wybrana, aby strzec ludzi przez zbłąkanymi demonami – Shinma. U jej boku stoją zawsze lojalny, zbiegły Shinma Larva (lub Lava). Czasami także może liczyć na Reihę – władającą wiatrem oraz zimnem (a dokładniej lodem) i Shinę, zbiegłego shinmę pod postacią małego króliczka. W serii OVA (składającej się z czterech odcinków) Miyu jest ścigana przez egzorcystkę, która chce jej przeszkodzić, bo nie zna jej prawdziwej misji.
Seria TV składa się z 26 odcinków. Opowiada o losach Strażniczki Miyu w nowym mieście i tajemnicy związanej z jedną z jej przyjaciółek. W serii pojawia się kilka nowych postaci – obok Lavy, Shiny, Reihy i Matsukaze występują trzy koleżanki Miyu: Chisato, Yukari i Hisae. Dowiadujemy się również więcej o przeszłości głównych bohaterów. Muzykę skomponował Kenji Kawai.

## Manga
Manga składa się z 10 tomów wydanych w języku polskim przez J. P. Fantastica. Opowiada o podróży Miyu przez Japonię, która zajmuje się w polowaniem na zbiegłych Shinmów. Jej pierwotna nazwa to „New Vampire Princess Miyu”. Oprócz tego są także opowieści o Shinmach zachodu (Shin Vampire Miyu):
1. The Shinma Menace
2. The Western Shinma Strike Back
3. The Shinma Wars
4. The Return of Miyu
5. The Wrath of Miyu.

Nie są one dostępne w języku polskim.

## Bohaterowie
- Miyu Yamano (wampirza księżniczka) – Główna bohaterka władająca ogniem. Wyznaczona jako strażniczka nad shinmami. Straciła w dzieciństwie rodziców. Lubi grać na flecie poprzecznym. Żywi się ludzką krwią. Jest nieśmiertelna. Nie działają na nią ani czosnek, ani światło, ani krucyfiksy.
- Larva – Przyjaciel i towarzysz Miyu. Ubrany w czarny płaszcz, nosi maskę. Jest zbiegłym shinmą. Posiada ostre szpony, którymi posługuje się niczym szablą.
- Shina – Różowy stworek płci żeńskiej podobny do królika. Przyjaciółka Miyu i Larvy. Również zbiegła shinma. Posiada oko odzwierciedlające prawdę.
- Reiha – Posiada moc śniegu i lodu. Jest bardzo zarozumiała i pewna siebie, czym często doprowadza Miyu do szału.
- Matsukaze – Towarzysz Reihy, który jest wielkości lalki (za którą jest często uważany). Reiha nosi go zazwyczaj na rękach. Wychwala i kocha Reihę nad życie.
- Kiki – Służąca Reihy o miłym usposobieniu. Nie walczy.
- Yofa – Shinma z Chin. Wraz ze swymi sługami uprowadziła Reihę, by ta uwolniła jej matkę zamrożoną przez matkę Reihy w czasie wojny pomiędzy chińskimi i japońskimi shinmami.